# Tadeusz Brudziński
Tadeusz Brudziński (ur. 20 stycznia 1902 w Warszawie, zm.  w roku 1960 tamże) – inżynier, porucznik rezerwy artylerii Wojska Polskiego.
Uczestniczył w wojnie polsko-bolszewickiej. Studiował rolnictwo w Szkole Głównej Gospodarstwa Wiejskiego i prawo na Uniwersytecie Warszawskim. Następnie kształcił się w tych dziedzinach w innych krajach Europy i USA, uzyskał dyplom Master of Science w Cornell University.
W 1934, w stopniu porucznika ze starszeństwem z dniem 2 stycznia 1932 zajmował 65 lokatę na liście starszeństwa oficerów rezerwy artylerii i pozostawał na ewidencji Powiatowej Komendy Uzupełnień Grodzisk Mazowiecki z przydziałem mobilizacyjnym do 18 pułku artylerii lekkiej w Ostrowi Mazowieckiej.
W lipcu tego roku w ramach programu emigracyjno-kolonialnego Ligi Morskiej i Kolonialnej wyjechał wraz z płk lek. Jerzym Wincentym Babeckim do Liberii, w charakterze rzeczoznawcy tamtejszego rządu do spraw ekonomicznych. W Liberii przebywał do września 1937 roku. We wrześniu 1939 roku internowany na Litwie, skąd przedostał się na zachód. W okresie od sierpnia 1940 roku do maja 1943 roku w polskich siłach zbrojnych w Wielkiej Brytanii.  Od maja 1943 do września 1944 studiował w School of Military Government University of Virginia Charlotteville USA. Równocześnie we wrześniu 1943 został oficerem sztabowym w Londynie. Od sierpnia 1944 roku do lipca 1947 roku pracował w Departamencie Zaopatrzenia UNRRA w Londynie.
Jego ojcem był Józef Brudziński, a bratem Zygmunt Brudziński.